# Бабуадзе Георгій Аміранович
Георгій Аміранович Бабуадзе (нар. 22 грудня 1970) — радянський, грузинський та український футболіст, воротар.

## Життєпис
Футбольну кар'єру розпочав у 1987 році в дублюючому складі тбіліського «Динамо», за який зіграв 4 матчі. Наступного року захищав кольори друголігового кутаїського «Торпедо». У 1989 році перейшов до іншого друголігового клубу «Колхеті» (Хобі). У 1990 році в складі цього клубу дебютував у першому чемпіонаті Грузії. Сезон 1991/92 років провів у складі вищолігового «Амірані» (Очамчіра). У 1992 році перейшов до «Маргветі» (Зестафоні).
Під час зимової перерви сезону 1993/94 років підписав контракт з вищоліговим шепетівським «Темпом», але до завершення сезону на поле не виходив. Дебют у новій команді відбувся наступного сезону, 9 вересня 1994 року в програному (0:5) виїзному поєдинку 8-о туру вищої ліги проти київського «Динамо». Георгій вийшов на поле на 52-й хвилині, замінивши Олега Колесова. У футболці «Темпу» в чемпіонатах України зіграв 22 матчі та пропустив 30 м'ячів, ще 1 поєдинок (1 пропущений м'яч) провів у кубку України. Другу частину сезону 1995/96 років провів у чернівецькій «Буковині». Дебютував у футболці чернівчан 13 травня 1996 року в переможному (5:2) домашньому поєдинку 34-о туру першої ліги проти СК «Одеси». Бабуадзе вийшов на поле в стартовому складі та відіграв увесь матч. У складі «Буковини» зіграв 5 матчів, в яких пропустив 6 м'ячів.
Сезон 1996/97 років розпочав на батьківщині, у вищоліговому «Сіоні» (12 матчів). Під час зимової перерви повернувся в Україну, де підписав контракт з хмельницьким «Поділлям». Дебютував у складі хмельницького колективу 17 березня 1997 року в програному (0:1) виїзному поєдинку 25-о туру першої ліги проти СК «Миколаєва». Георгій вийшов на поле в стартовому складі та відіграв увесь матч. У складі «Поділля» в чемпіонаті України провів 47 матчів, в яких пропустив 41 м'яч, ще 1 поєдинк (1 пропущений м'яч) провів у кубку України. По завершенні сезону залишив розташування клубу.
У 1999 році повернувся в Грузію, де став гравцем місцевого «Колхеті» (Хобі), проте закріпитися в команді не зумів і, зігравши 7 матчів у грузинському чемпіонаті, другу частину сезону 1999/00 років розпочав у складі свого колишнього клубу, хмельницького «Поділля». Після свого повернення дебютував у футболці хмельничан 1 квітня 2000 року в переможному (5:2) домашньому поєдинку 16-о туру групи А другої ліги проти вінницької «Ниви». Бабуадзе вийшов на поле в стартовому складі та відіграв увесь матч. У складі «Поділля» зіграв 22 матчі, в яких пропустив 35 м'ячів. Під час зимової паузи в чемпіонаті залишив розташування клубу.
Другу частину сезону 2000/01 років провів у складі аматорського клубу ПТП ІНАПіК з міста Дунаївці (4 матчі, 6 пропущених м'ячів), який виступав у чемпіонаті Хмельницької області. Після цього дані про кар'єру Георгія відсутні. З 2008 по 2010 рік перебував у заявці грузинського вищолігового клубу «Олімпі» (Руставі), але на поле не виходив.